# Lícia

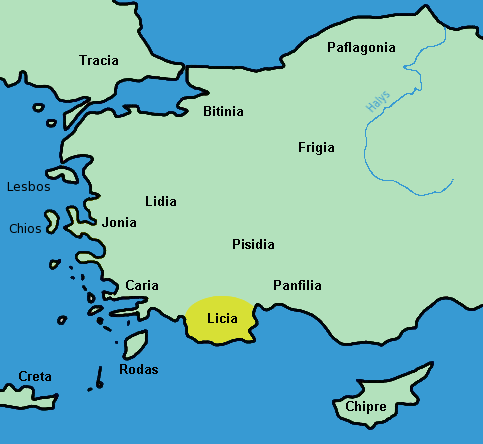
Localização da Lícia na Anatólia

Lícia (em grego: Λυκία; em turco:  Likya) era uma região da antiga Ásia Menor (Anatólia) onde hoje estão localizadas as províncias de Antália e Muğla, na costa sul da moderna Turquia, e de Burdur no interior. O nome apareceu pela primeira vez nos registros do Egito Antigo e do Império Hitita, ainda na Idade do Bronze Tardia. A região era habitada por falantes de línguas do grupo luvita e inscrições em pedra na língua lícia (uma forma posterior do luvita) começaram a aparecer depois que a Lícia foi conquistada pelo Império Aquemênida na Idade do Ferro. Na época (546 a.C.), os falantes do luvita foram dizimados e a Lícia recebeu um grande influxo de falantes do persa.
A Lícia lutou pelos persas nas guerras contra os gregos, mas, depois que eles foram derrotados, o estado lício conseguiu se tornar independente de forma intermitente. Depois de um breve período como membro do Império Ateniense, a Lícia se separou e tornou-se um reino independente, voltou a ficar sob controle persa, revoltou-se novamente, foi conquistada pelo sátrapa Mausolo da Cária, voltou para o controle dos persas e finalmente passou para o domínio da Macedônia quando Alexandre, o Grande, derrotou os persas. Por conta do influxo de falantes do grego e da escassez de falantes do lício, a Lícia foi totalmente helenizada neste período e a língua lícia desapareceu das moedas e das inscrições.
Ao derrotar Antíoco III em 188 a.C., os romanos deram o território da Lícia para Rodes por 20 anos, tomando-o de volta em 168 a.C. Neste período tardio da República Romana, a Lícia conseguiu usufruir de uma grande liberdade como um protetorado romano, o que foi referendado oficialmente com a criação da Liga Lícia no mesmo ano. Esta forma de governo local desenvolveu-se como uma federação primitiva com princípios republicanos, características que não escaparam da atenção dos formuladores da Constituição dos Estados Unidos, influenciando suas ideias.
Apesar disso, a Lícia já não era um estado soberano desde que fora derrotada pelos cários. Em 43 d.C., o imperador romano Cláudio dissolveu a Liga e a Lícia foi incorporada ao Império Romano como uma província. Durante o período bizantino, a região foi governada como uma eparquia e continuou a falar o grego mesmo depois da aparição de diversas comunidades de língua turca no início do segundo milênio (c. ano 1000). Depois da queda do Império Bizantino em meados do século XV, a Lícia passou para o controle do Império Otomano e foi herdada pela República Turca depois que ele ruiu. Os gregos finalmente partiram quando as fronteiras entre a Grécia e a Turquia foram negociadas em 1923.
Atualmente, a Lícia é uma parte importante da chamada Riviera Turca, não somente pelas atividades recreativas e esportivas, mas por suas belas antiguidades. As ruínas da antiga Lícia estão por toda parte na região que, por razões desconhecidas, não sofreu tanto com a reciclagem de materiais de construção de antigos edifícios quanto outras regiões.

## Geografia
As fronteiras da Lícia variaram muito durante a sua história, mas seu centro sempre foi a península de Teke, no sudoeste da Anatólia, que avança no Mar Mediterrâneo na direção norte-sul e é delimitada a oeste pelo golfo de Fethiye e a leste pelo golfo de Antália. A região abrangia o que é atualmente a porção ocidental da província de Antália, a oriental da província de Muğla e a meridional da província de Burdur. Historicamente, as regiões fronteiriças eram, do oeste para o leste, a Cária, a Pisídia e a Panfília, todas tão antigas quanto a Lícia e cada uma falante de sua própria língua do grupo anatólico.
O nome da península de Teke deriva do antigo nome da província de Antália, "Teke", uma homenagem à tribo turca que primeiro se assentou na região.

### Geografia física
A região é primordialmente montanhosa, com encostas íngremes avançando muitas vezes diretamente sobre o mar. Quatro cadeias de montanhas se estendem do nordeste para o sudoeste, formando, a grosso modo, a extremidade ocidental dos Montes Tauro. A mais ocidental das quatro são os Montes Boncuk (Boncuk Dağlari), que vão de Altinyayla até perto de Oren, ao norte de Fethiye. Trata-se de uma cadeia de pouca altitude, com picos de até 2 340 m. Para oeste dali, os profundos cânions formados pelo rio Dalaman (Dalaman Çayi), o antigo rio Indus, marcam a fronteira tradicional entre a Lícia e a Cária. O rio, com 229 km de comprimento, deságua no Mediterrâneo a oeste da moderna cidade de Dalaman. Ele está represado em quatro lugares distintos e nasce nas vizinhanças de Sarikavak, na província de Denizli.
A cadeia seguinte indo para o leste são os "Montes Brancos" (Akdağlari), com cerca de 150 km de comprimento e cujo pico mais alto é o Uyluk (Uyluktepe), com 3 024 m, e que pode ser o antigo monte "Crago". Ao longo de sua face ocidental corre o rio Esen (Eşen Çayi), o antigo rio Xanto, que nasce nos Montes Boncuk e segue para o sul atravessando a longa praia de Patara. O vale do Xanto era a antiga região de Tŗmmis durante a época da Lícia dinástica, de onde se originavam os térmilas ou trêmilas (kragos nas moedas da Lícia grega: "Kr" ou "Ksan Kr."). A região da "Lícia ocidental", termo cunhado por Charles Fellows, é uma referência a toda a Lícia a oeste dali.
A próxima cadeia, "Montes do Bei" (Beydağlari), tem seu ponto mais alto no Kizlarsevrisi, com seus 3 086 m de altura, o ponto mais alto de toda a península de Teke. Ela corresponde, muito provavelmente, à antiga cadeia chamada Masícato. Entre os Montes Bei e os Montes Brancos está um platô elevado, Elmali, onde estava localizada a antiga cidade de Mílias, a 1 100 m acima do nível do mar. Fellows chamou esta região de "Lícia central".
O rio Akçay ("rio Branco"), antigo Edesa, trazia água das encostas para a planície abaixo, onde ela se acumulava em dois lagos próximos dali, Karagöl e Avlangöl, ambos secos atualmente por causa dos canais de irrigação que levam a água diretamente para os pomares de maçãs (Elmali significa "maçã"). O antigo Edesa antiga corria pela planície formando um abismo a leste e atualmente segue o mesmo caminho, mas está totalmente canalizado e deságua nos reservatórios de Arycanda e Arif. Esforços tem sido feitos para restaurar pelo menos parte das florestas de cedros que existiam na região, totalmente devastadas ainda na Antiguidade.
A mais oriental das quatro cadeias se estende pela costa leste da península de Teke e é chamada geralmente de "Montes Tatali" (Tahtali Dağlari). Seu ponto mais alto é o Pico Tatali, com 2 366 m de altura, conhecido como "Monte Olimpo" na Antiguidade pelos gregos, uma referência ao Monte Olimpo na Grécia. As encostas dessa cadeia criaram uma linha costeira bastante entrecortada chamada por Fellows de "Lícia oriental". A maior parte dela é atualmente uma reserva natural, "Olimpos Beydağlari Parki", está uma formação rochosa em forma de "U", Yanartaş, nas encostas do Monte Olimpo acima de Cirali, onde gás metano escapa naturalmente das rochas mais abaixo e alimenta uma chama perpétua, um local conhecido antigamente como Monte Quimera.
Através do cul-de-sac formado pelos montes do Bei e Tatali, o rio Alakir (Alakir Çay), o antigo Límara, corre para o sul pelo largo vale da autoestrada D400 perto de Kumluca e atravessa uma praia para desaguar no Mediterrâneo, uma configuração inteiramente distinta da antiga. A Represa de Alakir, no seu alto curso, criou um reservatório urbano e apenas o seu largo leito (seco) dá uma ideia de sua antiga largura. Mais para cima do reservatório o rio atravessa um cânion, ainda inalterado, vindo das encostas dos Montes do Bei. A antiga rota para Antália segue por este vale e atravessa o cul-de-sac, uma vez que a viagem por terra pela costa é impossível. Este vale era o centro da região antiga de Sólimo, terra natal dos sólimos.

### Demografia
As fontes antigas mencionam por volta de setenta povoações na Lícia. Elas estavam todas ou ao longo da faixa costeira em enseadas protegidas ou nas encostas e colinas das cadeias montanhosas. Elas são geralmente de difícil acesso, o que, na Antiguidade, era uma característica defensiva. A costa recortada favorecia a construção de portos bem defendidos de onde, em tempos difíceis, partiam as frotas piratas da Lícia.
As principais cidades eram Xanto, Patara, Mira, Pinara, Tlos e Olimpos (cada uma com direito a três votos na Liga Lícia) e Fáselis. Cidades como Telmesso e Krya apareciam ora como lícias ora como cárias nas fontes antigas.

## Características e pontos de interesse
Embora o diálogo do século II chamado "Erōtes" tenha se referido às cidades lícia como sendo "mais interessantes pela história do que pelos seus monumentos, uma vez que eles não preservaram nada de seu antigo esplendor", muitas relíquias dos antigos lícios ainda podem ser vistas atualmente. Entre elas estão as características tumbas esculpidas na rocha nas encostas das montanhas da região. Letoon, um importante centro religioso durante o período helênico dedicado à deusa Leto e aos seus dois filhos gêmeos, Apolo e Ártemis, e a vizinha Xanto, a antiga capital da Lícia, são considerados patrimônios mundiais pela UNESCO.
O Museu Britânico, em Londres, abriga uma das melhores coleções de artefatos lícios do mundo.
O Caminho da Lícia, uma rota de longa distância para os praticantes do waymarking, segue ao longo da costa da região e sua criação é parte do plano de tornar a região um pólo recreativo na Turquia. A Lícia é hoje parte da chamada Riviera Turca (ou "Costa Turquesa") e têm longas praias arenosas com na base de suas falésias e pequenas vilas abrigadas em enseadas.

## Língua antiga

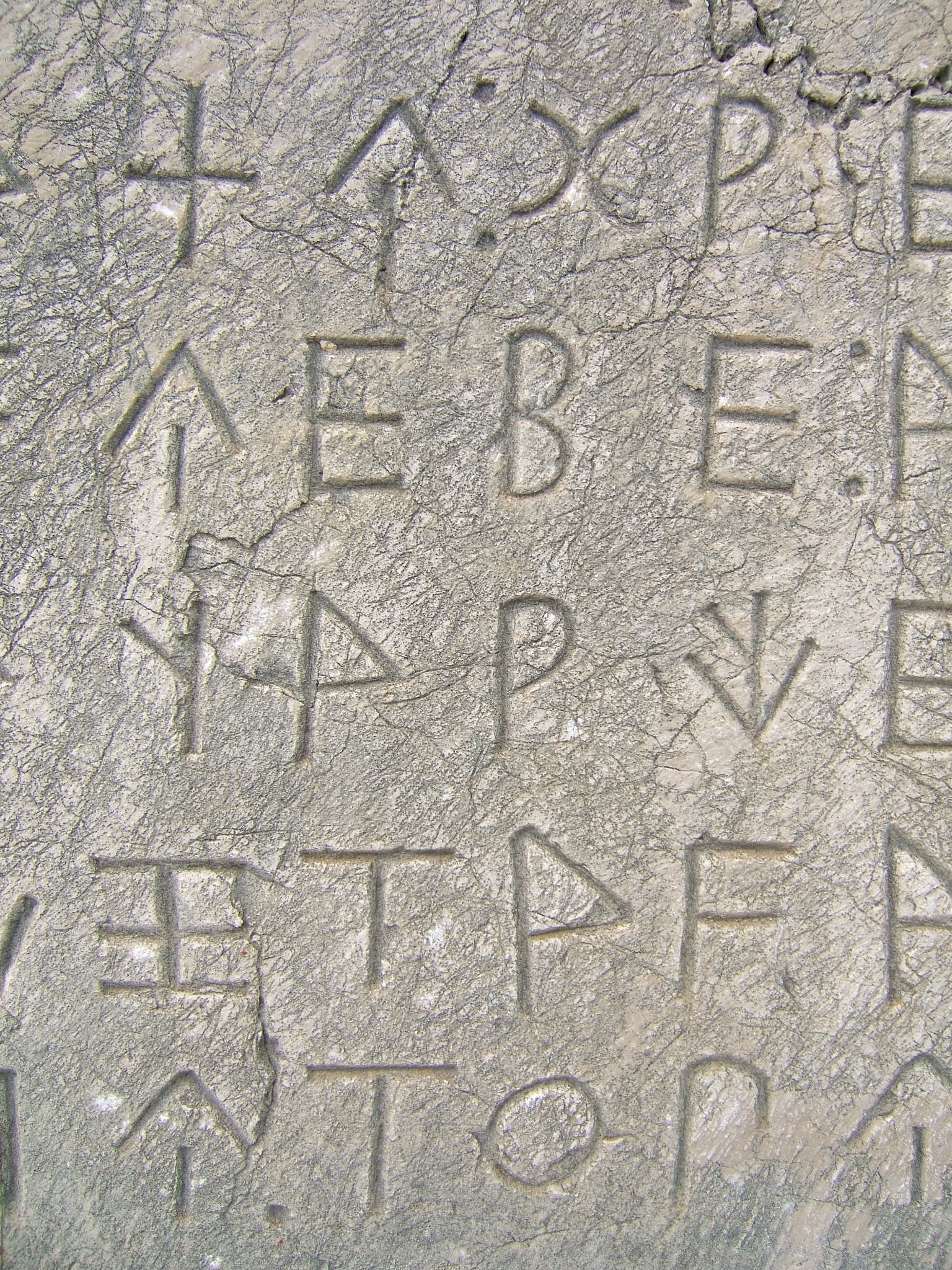
Alfabeto lício no Obelisco de Xanto, na cidade de Xanto

Os epônimos habitantes da Lícia, os lícios, falavam o lício, uma língua do ramo luvita das línguas anatólicas, uma sub-família das línguas indo-europeias. O lício aparece apenas num curto período entre 500 e 300 a.C., escrito num alfabeto único criado para isto com base no alfabeto grego de Rodes. Porém, as línguas luvitas são muito mais antigas e se originaram na Anatólia por volta de 2 000 a.C. A região era conhecida como Luca na época e estava sob controle hitita. Portanto, este intervalo certamente não é por conta da inexistência da língua e sim no uso da tardio da escrita pelos lícios.
Por volta de 535 a.C., antes da primeira aparição do lício, o Império Aquemênida conquistou a Lícia. Apesar da resistência, que resultou na aniquilação da população de Xanto, a região acabou incorporada ao Império Aquemênida. As primeiras moedas com letras lícias apareceram não muito antes de 500 a.C.. A Lícia então prosperou sob a liderança de uma monarquia estabelecida pelos persas e, a partir daí, o lício floresceu em inscrições memoriais, históricas e governamentais em pedra. Nem todas elas foram inteiramente compreendidas, principalmente por conta da falta de compreensão sobre a língua em si. O termo "período dinástico" é utilizado para fazer referência a esta época.
A Lícia já abrigava um pequeno enclave de gregos dórios, Dóris, havia alguns séculos e Rodes era habitada por dórios. Depois da derrota dos persas pelos gregos, a Lícia recebeu ainda mais imigrantes gregos e as inscrições em lício declinaram, enquanto as grego se multiplicaram. A completa assimilação do grego ocorreu no Predefinição:-AC, depois que a Lícia passou para o domínio de Alexandre, o Grande, da Macedônia. Não existe ainda um acordo sobre qual é a última inscrição lícia, mas nenhuma data posterior a 300 a.C. foi proposta até o momento.
Depois que os macedônios foram derrotados pela República Romana - que permitiu os lícios uma grande autonomia - a região continuou falante do grego, situação que perdurou até os tempos bizantinos. A partir do ano 1000, a Anatólia passou a receber um grande influxo de colonos falantes do turco, mas eles jamais foram muito numerosos na Lícia. Depois da queda do Império Bizantino em meados do século XV, a Lícia passou para o controle do Império Otomano, período no qual povoações falantes do grego e do turco coexistiram lado-a-lado.
Todos os enclaves falantes do grego na Anatólia foram trocados pelos correspondentes falantes do turco na Grécia quando as fronteiras entre Grécia e Turquia foram definitivamente acertadas na fundação da República Turca em 1923. Os turcos haviam vencido guerras contra gregos e armênios nos anos anteriores, o que definiu a questão sobre se a costa anatólica seria parte da Turquia ou da Grécia. A intenção do Tratado de Lausana era definir fronteiras que não deixassem populações substanciais de um país no outro e, para este fim, algumas algumas trocas de populações foram definidas. Ainda existem vilas gregas completamente abandonadas, como cidades fantasma, na Lícia.

## História

### Proto-história

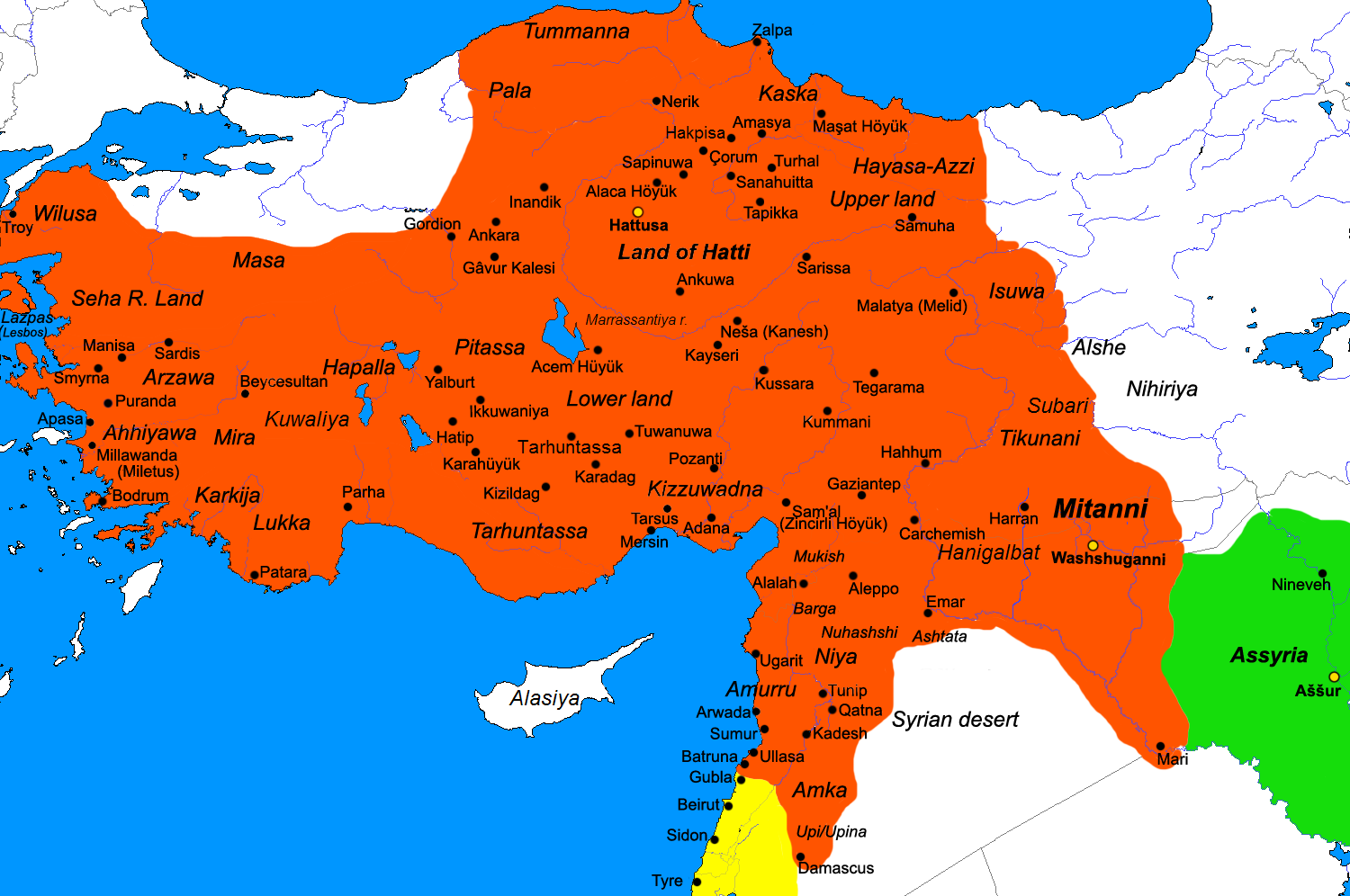
Império Hitita. A região de Luca estava localizada na Lícia

A Lícia tem uma proto-história completamente desconhecida dos historiadores do século XIX, antes que o hitita e o egípcio fossem decifrados, eventos que permitiram que os registros governamentais destes antigos impérios fossem conhecidos. Eles geralmente trazem relatos positivos sobre a Lícia e os lícios: eles eram rebeldes, piratas e saqueadores nos registros oficiais hititas e egípcios. Os lícios não deixaram registros escritos sobre si próprios neste período, o que sugere que eles ainda não utilizavam a escrita.
Registros na língua egípcia antiga descrevem os lícios como aliados dos hititas. É provável que a Lícia tenha sido um estado membro da Liga de Assua por volta de 1 250 a.C., sob o nome de Luca. Depois do colapso do Império Hitita, a Lícia emergiu como um reino independente neo-hitita, um termo meramente convencional para indicar os estados sucessores do grande império, mas que não eram "hititas" de forma nenhuma.

### Era lendária
A civilização no Mediterrâneo regrediu para um período de descentralização, migrações e guerras, internas e externas, a partir de 1 200 a.C., encerrando o período proto-histórico da Lícia. Não há nada além de lendas para preencher o intervalo deste momento até o início da História pelas mãos do grego Heródoto, que menciona os lícios extensivamente. As histórias dos primeiros lícios foram contadas pelos autores clássicos, mas existem falhas e lapsos no conhecimento que eles detinham suficientes para colocar em dúvida a historicidade de virtualmente tudo o que disseram. Eles nada sabiam do Império Hitita e nem do estado lício que era parte dele e toda a memória sobre a escrita grega da Idade do Bronze, o chamado Linear B, se perdeu. Eles não sabiam que a Anatólia era habitada por falantes das línguas anatólias e que o lício era uma delas. Com exceção de algumas poucas generalidades, como o fato de os lícios provavelmente terem lutado na Guerra de Troia, nada do que foi dito por Homero ou outros poetas e também nada do que disse Heródoto sobre os lícios antes de sua própria época é considerado como "histórico" em tempos modernos.
Na falta de informações precisas, os historiadores do passado geralmente escreviam sobre lendas lícias como se elas fossem fatos históricos. Porém, todas elas muitas vezes contradizem achados arqueológicos e outras fontes sobre a proto-histórica lícia. É improvável, por exemplo, que os lícios tenham vindo de Creta (civilização minoica), pois é sabido que eles falavam línguas luvitas e não existe qualquer evidência de que povos falantes do luvita tenham vivido em Creta.

#### Relato lendário
De acordo com Heródoto, Europa teve pelo menos dois filhos, Sarpedão e Minos. Quando eles brigaram pela coroa de Creta, sua terra natal, Minos expulsou Sarpedão e seu povo, os térmilas, para o exílio. Eles finalmente aportaram em Mílias', batizando de Térmilas a região que futuramente seria a Lícia e era habitada pelos sólimos. Posteriormente, Lico, o filho de Pandião II de Atenas, expulso por seu irmão, o rei Egeu, se mudou para Térmilas. Eles então mudaram o nome da região para Lícia em sua homenagem. Heródoto conta também que os lícios eram o único povo que usava o nome da mãe, e não do pai, como referência; um lício, quando perguntado sobre seus ancestrais, enumerava os parentes do lado materno e os ancestrais femininos da mãe.
A Lícia aparece em outros pontos da mitologia grega, como na história de Belerofonte, que, em algum momento, ascendeu ao trono sucedendo ao rei lício Ióbates (ou Anfianax). A Lícia é frequentemente mencionada por Homero como uma região aliada de Troia. Na Ilíada, ele afirma que o contingente militar lício era liderado por dois guerreiros: Sarpedão (filho de Zeus e Laodâmia) e Glauco (filho de Hipóloco).

### Período dinástico

#### Conquista por Ciro, o Grande

Reino da Lídia e da Lícia pouco antes da conquista pelo Império Aquemênida

O relato de Heródoto sobre os eventos de sua época é mais confiável, especialmente quando ele fala de sua terra natal (a Cária). A Ásia Menor havia sido parcialmente conquistada por povos iranianos, começando pelos citas e depois os medos. Estes foram, por sua vez, derrotados pelos persas, que os anexaram às suas próprias terras e formaram o novo Império Aquemênida. Ciro, o Grande, o fundador da dinastia Aquemênida, resolveu completar a conquista da Anatólia como prelúdio para mais conquistas no ocidente, a serem realizadas por seus sucessores. Ele encarregou a tarefa a Hárpago, um general medo, que conquistou as várias partes da Anatólia, uma por uma, algumas pela força e outras, pela diplomacia.
Ao chegar na costa sul da Anatólia, em 546 a.C., o exército de Hárpago não encontrou problemas para subjugar os cários e seus vizinhos gregos. No vale do Xanto, um exército formado pela população local se reuniu para enfrentar os persas, lutando bravamente apesar de grande inferioridade numérica. Cercados na cidadela, eles juntaram todas as suas propriedades, dependentes e escravos num edifício central e atearam fogo. Então, depois de jurarem jamais se renderem, lutaram até a morte contra os invasores, um prenúncio (e talvez um exemplo) para a conduta dos espartanos na Batalha das Termópilas poucas gerações depois. Coincidentemente, sinais de um grande incêndio foram encontrados na acrópole de Xanto datando de meados do Predefinição:-AC, mas, como lembra Antony Keen, não há como ligar este incêndio com o evento presenciado por Heródoto. Os caunos, diz Heródoto, fizeram o mesmo em seguida. Se houve alguma tentativa de união entre os estados da Lícia para resistir aos persas, como ocorreu na Grécia cinquenta anos depois, não há registros que o comprovem, sugerindo que não existia um governo central. Cada estado aguardou seu destino sozinho.
Heródoto também conta ou implica que 80 famílias de Xanto estavam fora da cidade na ocasião e ajudaram a repopular a cidade. Porém, ele continua, os xantianos de seu próprio tempo eram primordialmente descendentes de não-xantianos. Tentando encontrar alguma nuance que ajuda a explicar a repovoação da cidade, Keen interpreta a frase de Heródoto ("aqueles lícios que agora dizem ser xantianos") como significando que Xanto foi repopulada por outros lícios (e não por iranianos ou estrangeiros). Heródoto nada conta sobre o resto da Lícia, aparentemente por suas cidades terem se rendido sem maiores incidentes. A Lícia floresceu como uma satrapia persa e a língua lícia passou a ser escrita.

#### Teoria Harpágida

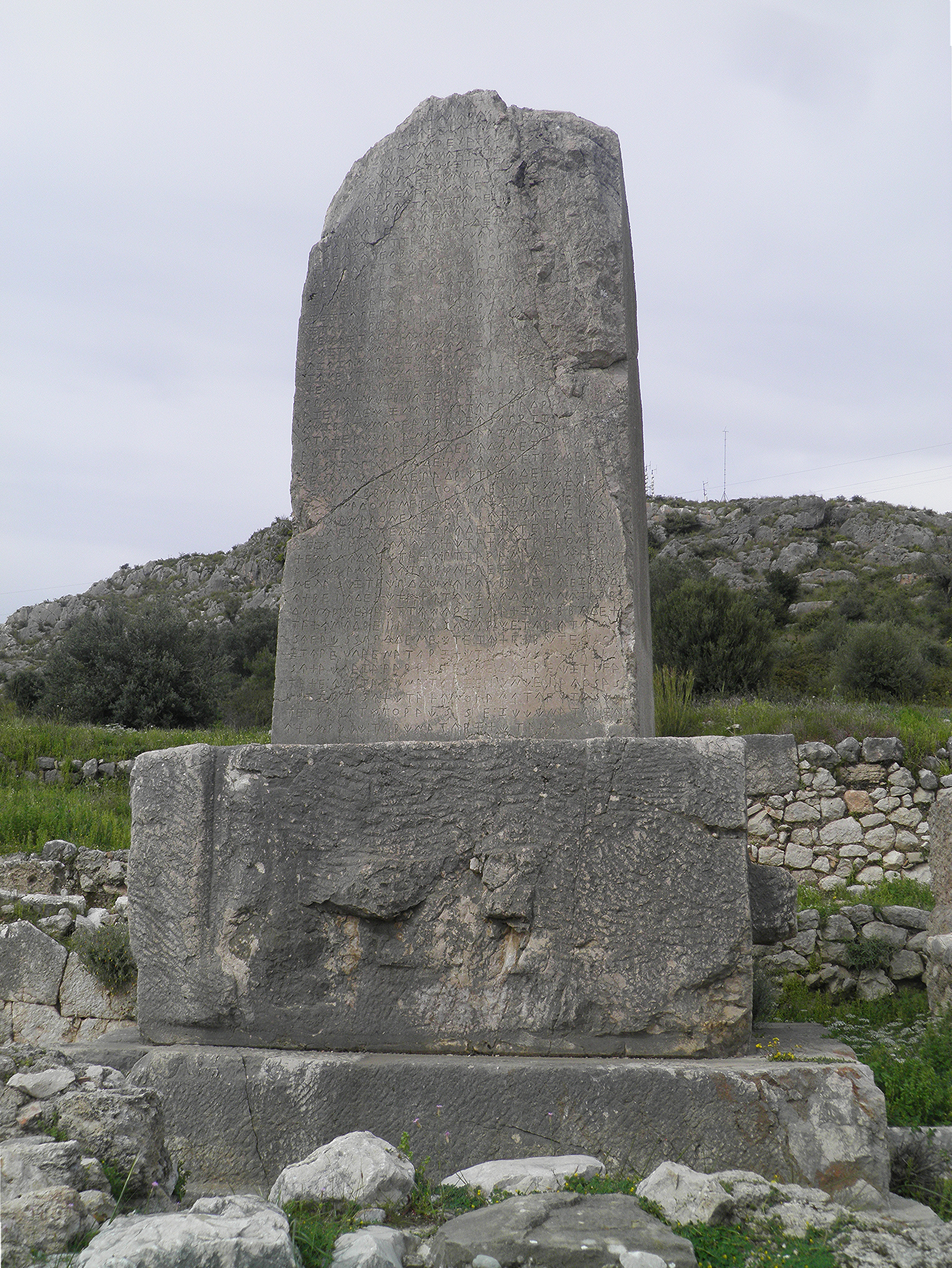
Obelisco de Xanto, na cidade de Xanto

A "Teoria Harpágida" foi postulada por Charles Fellows, o descobridor do Obelisco de Xanto e a pessoa responsável pelo transporte dos mármores xantianos da Lícia para o Museu Britânico. Ele não conseguia ler as inscrições em lício, com exceção de uma única linha que identificava uma pessoa de nome ilegível a quem o monumento teria sido erguido, o filho de Arppakhu (em lício), e identificou-o como sendo o grego Hárpago. Concluindo que esta pessoa seria o conquistador da Lícia em 546, Fellows conjecturou que Hárpago teria sido nomeado sátrapa permanente da Lícia por seus serviços e que a posição seria hereditária, criando assim uma "dinastia Harpágida". Esta visão permaneceu inquestionável por diversas gerações.
Às inscrições do Obelisco de Xanto foram acrescentadas as do Trilíngue de Letoon, que forneceu uma sequência aos nomes do obelisco. Estudos sobre as legendas nas moedas lícias, iniciados por Fellows, caminhavam em paralelo. Atualmente, a maior parte, mas não toda, a Teoria Harpágida já foi refutada. Os aquemênidas não fizeram uso de satrapias permanentes, pois as circunstâncias políticas mudavam frequentemente. O conquistador de novas regiões raramente tornava-se o seu sátrapa, seguindo geralmente adiante para realizar novas conquistas. E não era o costume persa conceder satrapias hereditárias e a posição era apenas um dos passos do cursus honorum. Finalmente, um pobre país montanhoso teria sido uma péssima recompensa para o melhor general de Ciro. A principal evidência contra a Teoria Harpágida (como Keen a chama) é a reconstrução do nome do filho morto ilegível no Obelisco de Xanto como sendo Cériga (em lício), identificado com o grego Gergis (Monumento das Nereidas), que foi rei entre 440-410 a.C., mais de um século depois que o conquistador da Lícia.
A próxima possibilidade lógica é que o pai de Cériga, Arppakhu, seria um descendente do conquistador. Como contra-argumento, Keen reconstrói a sequência dinástica a partir de inscrições nas moedas da seguinte forma. Kheriga tinha dois avôs, Kuprlli e outro Kheriga. O Kheriga mais jovem foi o sucessor de Kuprlli. O filho deste, Kheziga, tio de Kheriga, deve ter morrido antes de Kuprlli, dado que não ascendeu ao trono. Arppakhu aparece como rei em duas outras inscrições, mas ele também não sucedeu a Kuprlli e deve, portanto, ter se casado com uma filha dele. Contudo, ele também teria morrido antes que o idoso Kuprlli, que acabou se tornando incapaz de governar de facto. Depois de sua morte e do seu genro, Kheriga (o jovem), batizado em homenagem ao seu outro avô, ascendeu ao trono.
Kuprlli foi o primeiro rei cujos registros são certos nas moedas. Ele reinou entre aproximadamente 480 e 440 e não era relacionado com Hárpago, que, portanto, não fundou a dinastia. Contudo, uma família de origem iraniana que de fato vivia na Lícia produziu alguns harpágidas de status suficiente para que se casassem com a filha do rei. Se ela era ou não aparentada com algum sátrapa, é provável que não. Heródoto afirma que a Satrapia 1 (elas eram numeradas) abrangia a Jônia, Magnésia, Eólia, Cária, Lícia, Mílias e a Panfília, que, juntas, pagavam um imposto de 400 talentos de prata. Esta satrapia foi posteriormente quebrada e reorganizada. Keen defende que, como a Cária era responsável pela Estrada Real em seu trecho através da Lícia, as duas regiões formavam uma única satrapia.

#### Reino da Lícia

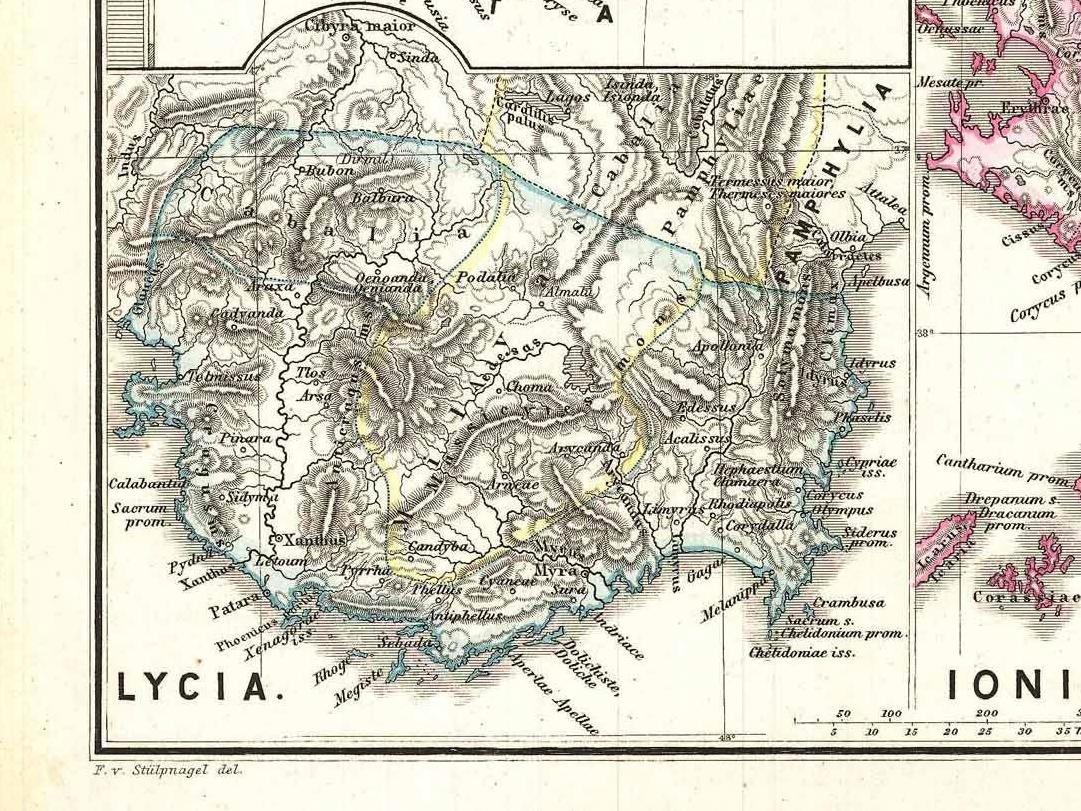
Mapa do Reino da Lícia

A política do Império Aquemênida em relação à Lícia era de autonomia. Não havia sequer um sátrapa ali. A razão para esta tolerância depois de tamanha resistência inicial é que os persas estavam utilizando um outro método de controle: posicionar famílias aristocráticas persas na região para exercer o controle central. Há algumas evidências de que a população lícia não era tão dócil como esta política pode sugerir. Uma seção dos Arquivos Administrativos de Persépolis, chamada de "Tabletes de Fortificações de Persépolis", sobre a redistribuição de bens e serviços na economia palaciana de Persépolis, menciona alguns prisioneiros de guerra redistribuídos, entre os quais os turmirla ou turmirliya (Trm̃mili em lício), os "lícios". Eles viveram durante o reinado de Dario I (r. 522–486 a.C.) e os tabletes foram datados em 509.
Para conseguir comandar melhor suas conquistas, o governo persa preferia criar estados clientes, organizando monarquias sob seu controle direto. O termo "dinástico", comum nas obras sobre a época, não era utilizado pelos lícios. As inscrições indicam que o monarca era chamado de xñtawati (ou khñtawati). Os detentores deste título podem ser rastreados através das legendas nas moedas. A Lícia, portanto, tinha um único monarca, que governava o país todo a partir de um palácio em Xanto. A monarquia era hereditária - daí o termo "dinástico" - e o rei era transmissor local da política persa. É provável que tenha sido ele a esmagar a revolta local e ordenado que os prisioneiros fossem transportados para Persépolis. Alguns membros da dinastia eram iranianos, mas a maioria era de lícios nativos.

##### Lista de reis da Lícia
Acredita-se que o primeiro monarca dinástico tenha sido a pessoa mencionada na última linha do epigrama grego inscrito no Obelisco de Xanto, que diz "Este monumento foi criado para a glória da família ['genos'] de ka[]ika,", na qual uma letra está faltando. É improvável que seja *karikas (Kherika), pois este é transliterado no Trilíngue de Letoon como "Gergis". Uma possibilidade mais provável é *kasikas (Kheziga), o mesmo tio de Kheriga, que seria o sucessor de Kuprlli se não tivesse morrido antes dele.
Heródoto menciona que o líder da frota lícia no exército de Xerxes I na Segunda Guerra Persa de 480 a.C. era Kuberniskos Sika, interpretado antes como "Cibernisco, o filho de Sicas", dois nomes não lícios. Um ligeiro reagrupamento das letras obtém Kubernis Kosika, "Cibernis (Cybernis), filho de Cósicas", onde Cosica seria Kheziga. Cybernis acabou no fundo do estreito de Salamina juntamente com toda a frota lícia na Batalha de Salamina, mas ele pode ter sido comemorado na Tumba da Harpia. Se esta teoria for aceita, ele seria o KUB (Cúbernis) das primeiras moedas, datadas no período entre 520 e 500, mais para perto desta.
Há um lapso, porém, entre ele e Kuprlli, cujo pai teria o mesmo nome de seu filho, Kheziga. O nome Cúbernis não parece novamente. Keen sugere que Dario I criou a monarquia lícia ao reorganizar as satrapias em 525 e que, depois da morte de Cúbernis em combate, os persas teriam escolhido outro parente chamado Kheziga, que era o pai de Kuprlli. A dinastia dinástica pode, portanto, ser sumarizada da seguinte forma:
| Nome grego                                                      | Nome lício | Observação | Datas     |
| --------------------------------------------------------------- | ---------- | --- | --------- |
| Cósicas                                                         | Kheziga    | Fundador da dinastia.                                                                                                  | 525 – ?   |
| Cúbernis                                                        | KUB        | Filho do anterior. | ? – 480   |
| Cósicas                                                         | Kheziga    | Pai desconhecido. | 480 – ?   |
| ?                                                               | Kuprlli    | Filho do anterior. | ? – 440   |
| Cósicas                                                         | Kheziga    | Regente, Filho do anterior.                                                                                            | ? – ?     |
| Hárpago (nome iraniano)                                         | Arppakhu   | Regente, genro de Kuprlli.                                                                                             | ? – 440   |
| Gergis                                                          | Kheriga    | Filho do anterior. | 440 – 410 |
| ?                                                               | Kherei     | Irmão do anterior, filho de Arppakhu.                                                                                  | 410 – 390 |
| Arbinas (nome iraniano)                                         | Erbina     | Filho do anterior. Último conhecido da linhagem.                                                                       | 390 – 380 |
| Artêmbares (nome iraniano, *Rtambura, autointitulado "o Medo.") | Arttum̃para | Monarca da Lícia ocidental a partir de Telmessos.                                                                      | 380 – ?   |
| Péricles (nome grego)                                           | Perikle    | Monarca da Lícia oriental a partir de Límara; venceu Arttum̃para; rebelde na Revolta dos Sátrapas; último rei da Lícia. | ? – 360   |

### Período clássico
Depois que os persas foram expulsos enquanto Atenas e Esparta lutavam as Guerras do Peloponeso, a maior parte das cidades lícias descumpriu os termos da Liga de Delos, com exceção de Telmesso e Féselis.
Em 429 a.C., os atenienses lançaram uma expedição contra a Lícia para tentar forçá-la a voltar para a Liga. A invasão falhou quando o líder lício, Gergis de Xanto, derrotou o general Melasandro. Os lícios foram em seguida reconquistados pelos persas e passaram a ser governados por homens como Mitrapata (final do Predefinição:-AC), cujo nome era persa, e, em 412 a.C., a Lícia aparece lutando ao lado (vencedor) dos persas. Os sátrapas foram reinstalados, mas (como atestam as moedas), delegaram o comando aos líderes dinásticos locais. A Pérsia manteve o controle sobre a Lícia até ela própria ser conquistada por Alexandre III (o Grande) da Macedônia em 334-333 a.C..

### Período helenístico

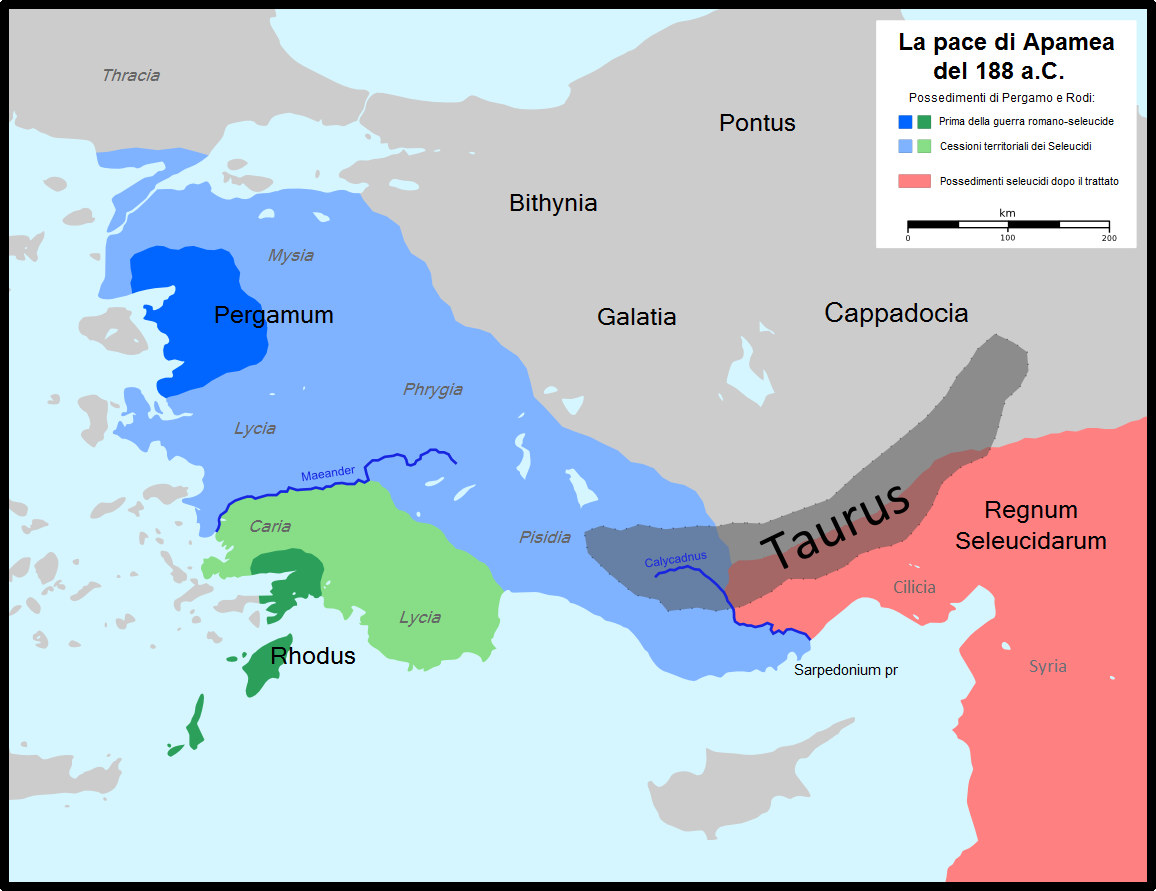
No Tratado de Apameia, em, a Lícia e a Cária foram cedidas pelo Império Selêucida à República Romana. A Lícia foi imediatamente entregue a Rodes, que dominou a região por vinte anos

Depois da morte de Alexandre, o Grande, em 324 a.C., seus generais lutaram entre si sobre os direitos de sucessão. A Lícia passou para as mãos do general Antígono em 304 a.C. Três anos depois, ele foi morto por uma aliança dos demais diádocos e a Lícia foi anexada ao reino de Lisímaco, que governou a região até ser morto em combate em 281 a.C.. Em 240 a.C., a Lícia estava sob controle do Reino Ptolemaico, centrado no Egito, situação que perdurou até 200 a.C.. De alguma forma ela passou para o controle do Império Selêucida, pois em 190 a.C., depois da derrota dos selêucidas na Batalha de Magnésia, a Lícia foi dada a Rodes na Paz de Apameia em 188 a.C. Em seguida, ela recebeu autonomia e tornou-se um protetorado da República Romana em 168 a.C., permanecendo assim até anexação em 43 d.C. no reinado do imperador romano Cláudio.

### Liga Lícia

#### Formação
A Liga Lícia (transl Lukiakou systema) tornou-se conhecida inicialmente a partir de duas inscrições do início do Predefinição:-AC que homenageiam dois cidadãos. Bryce sugeriu que ela foi formada como uma forma de convencer Roma a rescindir a anexação da Lícia a Rodes, uma situação já vinha desde a Paz de Apameia em 188 a.C. Um fragmento de Lívio relata uma "lamentável embaixada" em 178 a.C. da Lícia ao Senado Romano reclamando que os lícios estavam sendo tratados como escravos. O chicoteamento havia sido prescrito como forma de punição e as mulheres e crianças estavam sendo abusadas. Os romanos enviaram uma dura admoestação aos ródios juntamente com a embaixada, alertando-os que não era o desejo de Roma que os lícios ou que qualquer outro povo nascido livre fosse escravizado por Rodes e que o arranjo era apenas o de protetorado. Um fragmento de Políbio conta uma versão um pouco diferente, na qual os romanos enviaram legados a Rodes para informar-lhes que "os lícios não foram entregues a Rodes como presente, mas para serem tratados como amigos e aliados". Os ródios enviaram de volta uma outra embaixada alegando que os lícios haviam inventado a história por sua própria conta e, na realidade, eles eram um fardo financeiro para Rodes.
A continuação desta história não sobreviveu, mas, em 168 a.C., Roma tomou a Lícia de volta e encarregou-a a um governo local na forma da Liga. Não havia dúvidas que a Lícia não era um estado soberano, mas apenas um protetorado auto-governado e regido por princípios republicanos. Ela não podia negociar com outras potências e nem desobedecer o Senado Romano. A Liga, porém, estava livre para governar seu próprio povo e, por um tempo, para cunhar suas próprias moedas. Ela também não tinha a capacidade de determinar suas próprias fronteiras, atribuição que era do Senado, com poderes para tomar terras ou pessoas de forma discricionária. Sobre este protetorado, diz Estrabão:
| “ | Antes eles deliberavam sobre guerra e paz; e alianças, mas nada disto se permite agora, pois estas coisas estão sob o controle dos romanos. Só são feitas com o consentimento deles ou quando pode ser do interesse deles. | ” |
|   | — Estrabão. |   |

Exatamente o quê esta frase pode implicar, é incerto. A Lícia já não era um estado soberano desde a conquista pela Cária. Se o objetivo era implicar que a Liga já existia antes com poderes maiores ou era apenas indicar que alguma outra forma de governo detinha estes poderes, não se sabe. A afirmação não diz também se houve algum lapso entre este estado soberano e a nova Liga Lícia ou se ambos devem ser entendidos numa continuidade.

#### Composição

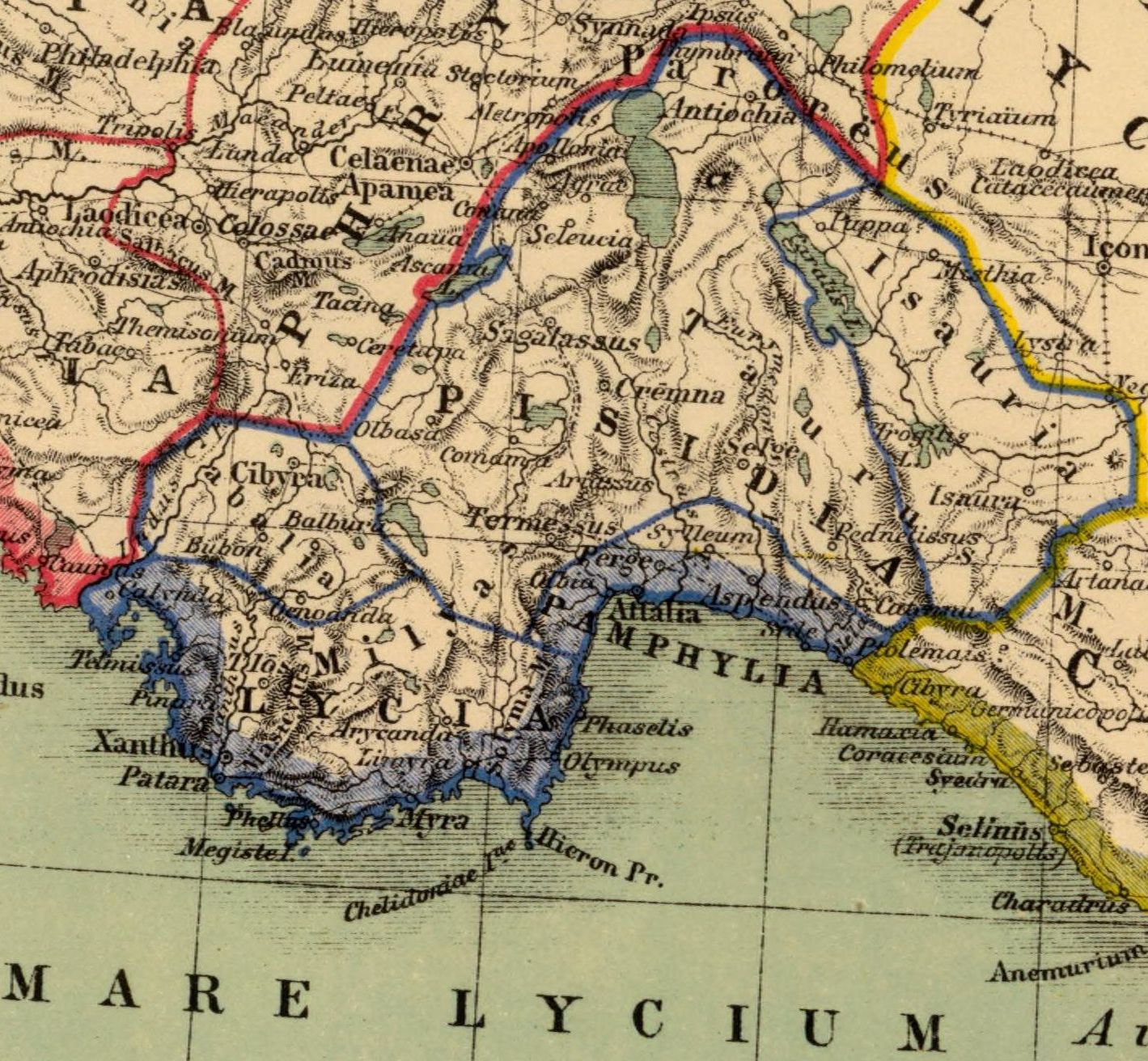
Mapa da Lícia e da Pisídia mostrando as regiões de Cibira e o distrito de "Mílias"

De acordo com Estrabão, a Liga tinha 23 cidades-estado conhecidas como membros. Lúcio Licínio Murena (o Velho), cônsul romano, adicionou três mais em 81 a.C..: Bálbura, Bubon e Enoanda, que ele havia separado de outro systema mais ao norte, a Tetrápole, Cibírata (Cibyratis) ou Liga Cabaliana. Ela era dominada pela cidade de Cibira (Kibyra), que formou uma liga mais ou menos na mesma época que a Liga Lícia e que comandava a Região dos Lagos Turca. Ela era chamada de "Cibira Maior" (Cibyra Megale), para distingui-la de "Cibira Menor" (Cibyra Mikra, perto da moderna Okurcalar), perto de Side. A região dos lagos é uma coleção de vales alpinos nas dobras dos Montes Tauro sem saídas naturais para água, que se acumulou em lagos. Cibira estava numa colina para o oeste do vale de Gölhisar e do lago Gölhisar, logo ao norte de Gölhisar.
Cibira dominava uma região antiga, Cábalis, que foi dividida entre os estados posteriores da Lícia, Pisídia e Lídia, sendo depois incorporada pela Frígia. De acordo com Estrabão, falavam-se quatro línguas ali, o lídio, que já tinha desaparecido em outros lugares, grego, pisídio e a língua dos sólimos. Cábalis, que posteriormente foi dividida em Cábalis Lícia e Cábalis Asiana, era, portanto, a terra natal putativa dos sólimos (solymi) e incluía também o distrito de Mílias da Lícia, a também putativa terra natal dos primeiros lícios. É possível que eles falassem uma forma de anatólio mais primitivo que o lício, que alguns já chamaram de "mílio". A ligação desta suposta língua com o Linear B do Obelisco de Xanto foi descartada.
Ao contrário da Liga Lícia, os cibirreotas eram governados por uma sucessão de tiranos deliberadamente ostensivos e duros. Tendo se tornado um empecilho para Roma, eles acabaram atraindo a atenção de Cneu Mânlio Vulsão, o comandante dos exércitos romanos que havia vencido a Guerra Gálata de 189 a.C.. Mânlio se voltou contra os cibirreotas com a intenção de resolver definitivamente o problema. O tirano local, Moágetes, quase não escapou com vida depois de entrar no acampamento da romano vestido em trapos e acompanhado de um punhado de servos, igualmente miseráveis, pedindo para ser deposto em troca de misericórdia. Ele ofereceu ainda o pagamento de quinze talentos, mas Mânlio estipulou o preço em quinhentos, uma soma enorme, impossível de ser paga. Finalmente comovido, ele permitiu que Moágetes pagasse apenas cem talentos e uma substancial quantidade de cereais, dos quais Roma estava precisando.
Quando os romanos partiram, Moágetes parou de fingir e os cibirreotas retomaram sua antiga arrogância. Consequentemente, quando Murena finalmente lidou com eles, não teve dó. Estrabão diz que Bubon e Bálbura foram transferidas para a Liga Lícia daí em diante. Ele não menciona Enoanda, mas ela já era uma cidade lícia de qualquer forma e passou a cunhar as moedas da Liga daí em diante. Não há evidências de que Cibira tenha em algum momento sido admitida na liga, embora já se tenha feito esta assunção. Ela estava na Cabália Asiana e, portanto, terminou anexada na Frígia, um evento suportado também por suas moedas. O último tirano da Tetrápole, também chamado "Moágetes" (a não ser que o termo seja um título e Estrabão tenha se enganado).
As 23 (depois, 26) cidades-estado se juntaram num governo estilo federativo que compartilhava os recursos políticos e econômicos. Um "liciarca" era eleito por um senado (συνέδριον - sinédrio, "sentando juntos") que se reunia quando acordado previamente numa "cidade da escolha deles". Cada membro tinha de um a três votos (presumivelmente de representantes distintos), dependendo do tamanho da cidade. A diminuição de algumas com o passar dos anos fez com que elas se juntassem a outras vizinhas para formar um aliança. Neste caso, eles perdiam seu voto (se o tivessem) assumindo uma influência no voto da outra maior. Depois da eleição do "lisiarca", o Senado votava para nomear outros funcionários públicos e magistrados. O governo da Liga tinha precedência, mas, como em muitos sistemas federativos, muitos temas não se resolviam tão facilmente e o conflito que resultava era uma ameaça à existência da Liga.
Estrabão identificou que as maiores cidades da Liga, as que tinha três votos, como Xanto, Patara, Pinara, Olimpos, Mira e Tlos, com Patara como capital. Todas as demais foram identificadas com base no estudo das moedas e menções em outros textos. As moedas permitem ainda que se reconheçam dois distritos, chamados, por falta de nome melhor, "monetários": Masícito e Crago, ambos batizados em honra a cadeias de montanhas na região (vide acima) à sombra das quais, presumivelmente, as comunidades viviam e realizavam seus negócios. Antes da Liga Lícia, as moedas geralmente traziam as letras LY, mas passaram a trazer, depois dela, KP ou MA, dependendo do distrito.

#### Tratado com Roma
Uma inscrição de Tiberisso relata um tratado entre Roma e a Liga Lícia, que é do tipo que os romanos chamavam de foedus. Ele foi muito utilizado entre as cidades italianas e Roma, com a diferença que estes tratados lidavam com contribuições para Roma enquanto aquele nada fala sobre o assunto. Ele é composto de uma afirmação geral e quatro cláusulas. A afirmação geral estabelece "paz, amizade e aliança leal...por terra e pelo mar, por todo o sempre". As quatro cláusulas lidam com a neutralidade de Roma em relação aos inimigos da Liga Lícia, neutralidade da Liga em relação aos inimigos de Roma, assistência mútua em caso de agressão iniciada por uma inimigo de qualquer um dos dois e uma disposição para que o tratado só fosse alterado por acordo mútuo. Ele foi escrito como um acordo entre dois estados independentes, mas ambas as partes sabiam que não passava de hipocrisia. A Liga Lícia estava sujeita às decisões do Senado Romano e aos decretos dos imperadores romanos, mas não o contrário. Roma era ainda o estado mais poderoso.

### Província romana

#### Lícia e Panfília
Em 43 d.C., o imperador Cláudio anexou a Lícia ao Império Romano como uma província e dissolveu a liga. Já na época de Vespasiano (r. 69–79), ela foi reunida à Panfília e deu origem à província da Lícia e Panfília. Foi ali que o herdeiro de Augusto, Caio César, foi morto em 4 d.C.

#### Província da Lícia
Durante a reforma de Diocleciano em 293, a Lícia foi novamente separada e transformada na Província da Lícia, subordinada à recém-criada Diocese da Ásia, que era parte da Prefeitura pretoriana do Oriente. A capital era Mira.

### Período bizantino
No século VII, as províncias romanas foram abolidas e o novo sistema temático alterou completamente a organização do Império Bizantino. A Lícia e Panfília foi dissolvida e seus territórios foram incorporados pelo novo Tema Cibirreota.

### Período otomano
A Lícia foi incorporada ao Império Otomano e terminou como parte da Turquia quando ele ruiu. Uma substancial comunidade cristã de gregos vivia na Lícia até a década de 20, quando ela foi forçada a emigrar para a Grécia durante a troca de populações entre a Grécia e a Turquia que seguiu à Guerra Greco-Turca no início do século XX. As vilas gregas abandonadas ainda povoam a região e são um notável lembrete deste êxodo humano. Casas gregas vazias ainda podem ser vistas nas cidades de Demre, Kalkan e Kas, enquanto que Kaya é uma cidade fantasma grega. Uma pequena população de fazendeiros turcos se mudou para a região quando os gregos lícios saíram e a região é hoje um dos principais centros turísticos, doméstico e internacional, da Turquia.

## Sés episcopais
As sés episcopais da província que aparecem no Anuário Pontifício como sés titulares são:
- Acálisso
- Acárasso
- Antífelo
- Aperlas (ruínas em Kakamo)
- Araxa (Örenhan)
- Aricanda (Aruf)
- Árneas (Irnesi, Ernes)
- Bálbura (Catara)
- Bubo (ruínas perto de Elbacik)
- Calinda
- Candiba (Gendova)
- Cauno
- Coma (Hôma?)
- Comba (Gömile kalesi)
- Corídala (ruínas em Hacivela)
- Cíanas (Yarvu)
- Eudócia (perto de Makri, moderna Fethiye)
- Idebesso
- Lébesso (Kayaköy)
- Límara
- Marciana
- Mastaura na Lícia
- Meloë Lícia (perto do promontório de Cilidônia)
- Enoanda
- Féselis
- Felo